# Gaius Sempronius Tuditanus
Gaius Sempronius Tuditanus was een Romeins consul en historicus
Hij werd consul in 129 v.Chr. samen met Manius Aquillius, maar is vooral bekend omdat hij daarna verschillende campagnes heeft gevoerd in Illyrië en de Adriatische kust. Deze heeft hij succesvol gevoerd en hij heeft te Rome een triomftocht gekregen.
Hij heeft ook verschillende historische werken geschreven. Waarschijnlijk een annalistische geschiedenis en daarnaast waarschijnlijk ook een werk over zijn magistraat. Er is zeer weinig van deze werken bewaard.